# Baby giant (ethernet)
Baby giant – ramka Ethernet o rozmiarze pomiędzy 1500 a 1600 bajtów, nie uwzględniając nagłówka ramki i sumy kontrolnej.
Jest ona więc nieco większa od standardowego MTU ramki Ethernet, co jest wymagane np. w przypadku stosowania dodatkowej enkapsulacji, takiej jak QinQ, MPLS czy L2TP.
Ramki o rozmiarze większym niż 1600 bajtów nazywane są ramkami Jumbo.
Określenie Baby giant nie zostało formalnie zdefiniowane w specyfikacji IEEE 802.3, jest jednak stosowane powszechnie przez producentów urządzeń sieciowych. 